# マテウス・デ・アンドラージ・ガマ・デ・オリベイラ
マテウス・デ・アンドラージ・ガマ・デ・オリベイラ（Mattheus de Andrade Gama de Oliveira, 1994年7月7日 - ）は、ブラジル・リオデジャネイロ出身のサッカー選手。SCファレンセ所属。ポジションはMF。
父親は元サッカー選手でブラジル代表でもプレーしたベベット。アメリカW杯中にベベットが自身のゴール後のパフォーマンスとして見せた、当時ちょうど誕生したばかりのマテウスを祝う「ゆりかごダンス」が話題になった。
元ドイツ代表のローター・マテウスにちなんで名づけられた。

## 経歴
2006年からCRフラメンゴのユースでキャリアをスタートさせ、2012年にトップチームに昇格した。2015年1月30日にGDエストリル・プライアへ期限付き移籍。その後完全移籍となった。
2017年5月、スポルティング・クルーベ・デ・ポルトゥガルに5年契約で移籍した。しかし出場機会はほとんどなく、期限付き移籍を繰り返した。
2022年1月25日、CDマフラに加入した。
2023年1月、SCファレンセに移籍した。

## 代表歴
ブラジル代表として各年代でプレーし、2013年には南米ユース選手権に出場した。

## 所属クラブ
- CRフラメンゴ 2012-2016

→ GDエストリル・プライア (loan) 2015-2016
- GDエストリル・プライア 2016-2017
- スポルティング・クルーベ・デ・ポルトゥガル 2017-2021

→ ヴィトーリアSC (loan) 2018
→ ヴィトーリアSC (loan) 2018-2019
→ コリチーバFC (loan) 2020-2021
- CDマフラ 2022
- SCファレンセ 2023-